# Nikolaus Gottfried Stuber
Nikolaus Gottfried Stuber (* 15 janvier 1688 à Munich ; † 22 ou 23 avril 1749 à Munich) est un peintre allemand du baroque. Frère du peintre munichois Joseph Anton Stuber, fils de Caspar Gottfried Stuber, lui-même gendre de Nikolaus Prugger, Nikolaus Gottfried Stuber est donc cousin des frères Asam,.

## Œuvres
Ses œuvres les plus importantes comprennent le retable de l'église de l'Assomption du monastère d'Aldersbach (1720-1730), la refonte, avec Johann Georg Greiff et Egid Quirin Asam, du maître-autel de l'église paroissiale Saint-Pierre de Munich (à partir de 1730) et la fresque La Défense de la foi du plafond de l'église du château de l'ordre Teutonique à Bad Mergentheim, la Schlosskirche, (1731-1734).
Dans le registre de la paroisse de Brühl près de Cologne, il est appelé 1731 «peintre de cour de l'électeur". En 1734-1735, il participe à la décoration du plafond de l'église paroissiale de Neumünster, près de Wurtzbourg, où il peint un tableau, dans la coupole, représentant le ciel.
Il a probablement aussi travaillé, avec son père Caspar Gottfried Stuber, aux fresques du plafond de la vieille église paroissiale Sainte-Marguerite à Untersendling.

## Galerie photographique

Œuvres de Nikolaus Gottfried Stuber
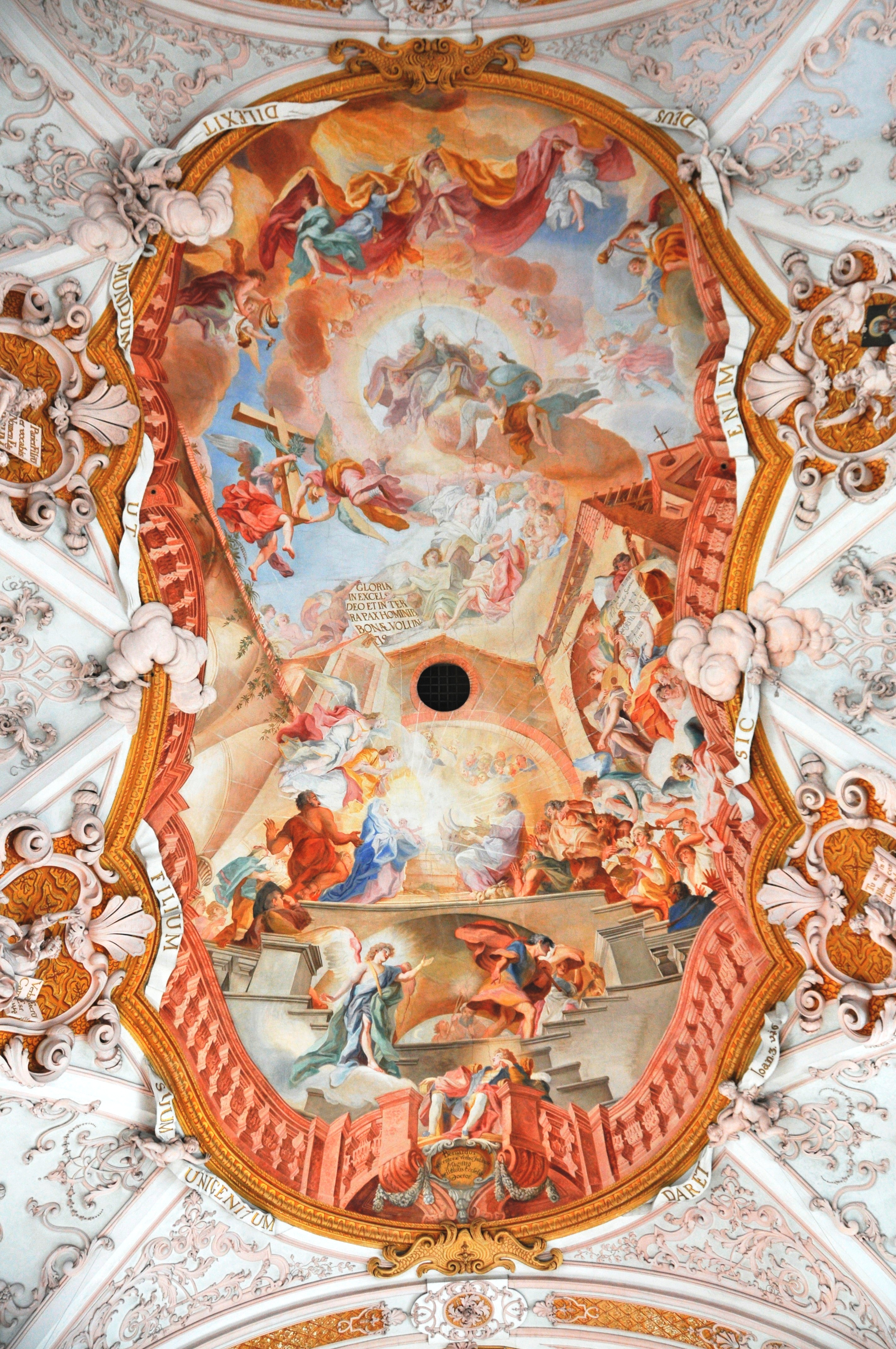
Plafond de l'église du monastère d'Aldersbach.
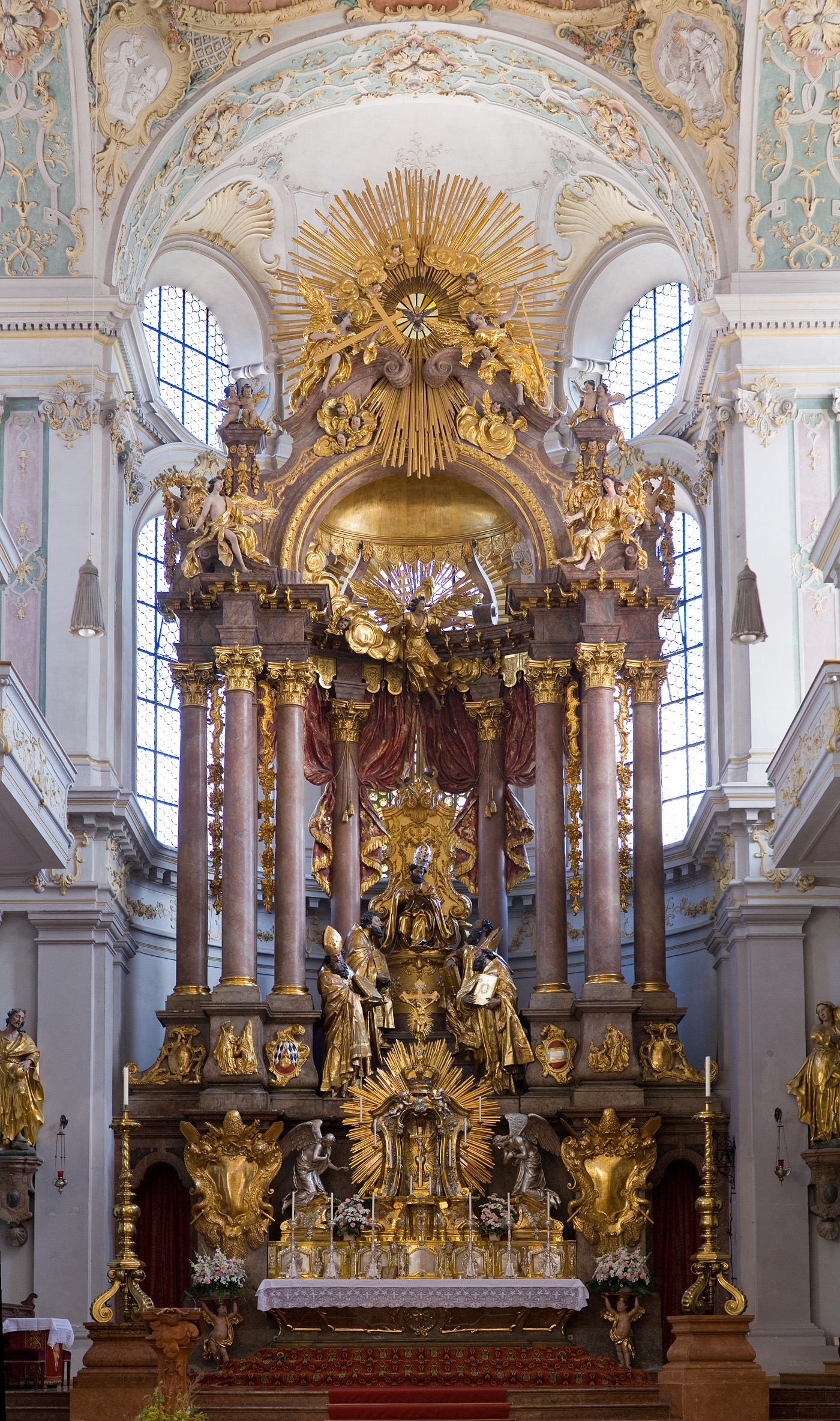
Maître-autel de l'église Saint-Pierre de Munich.
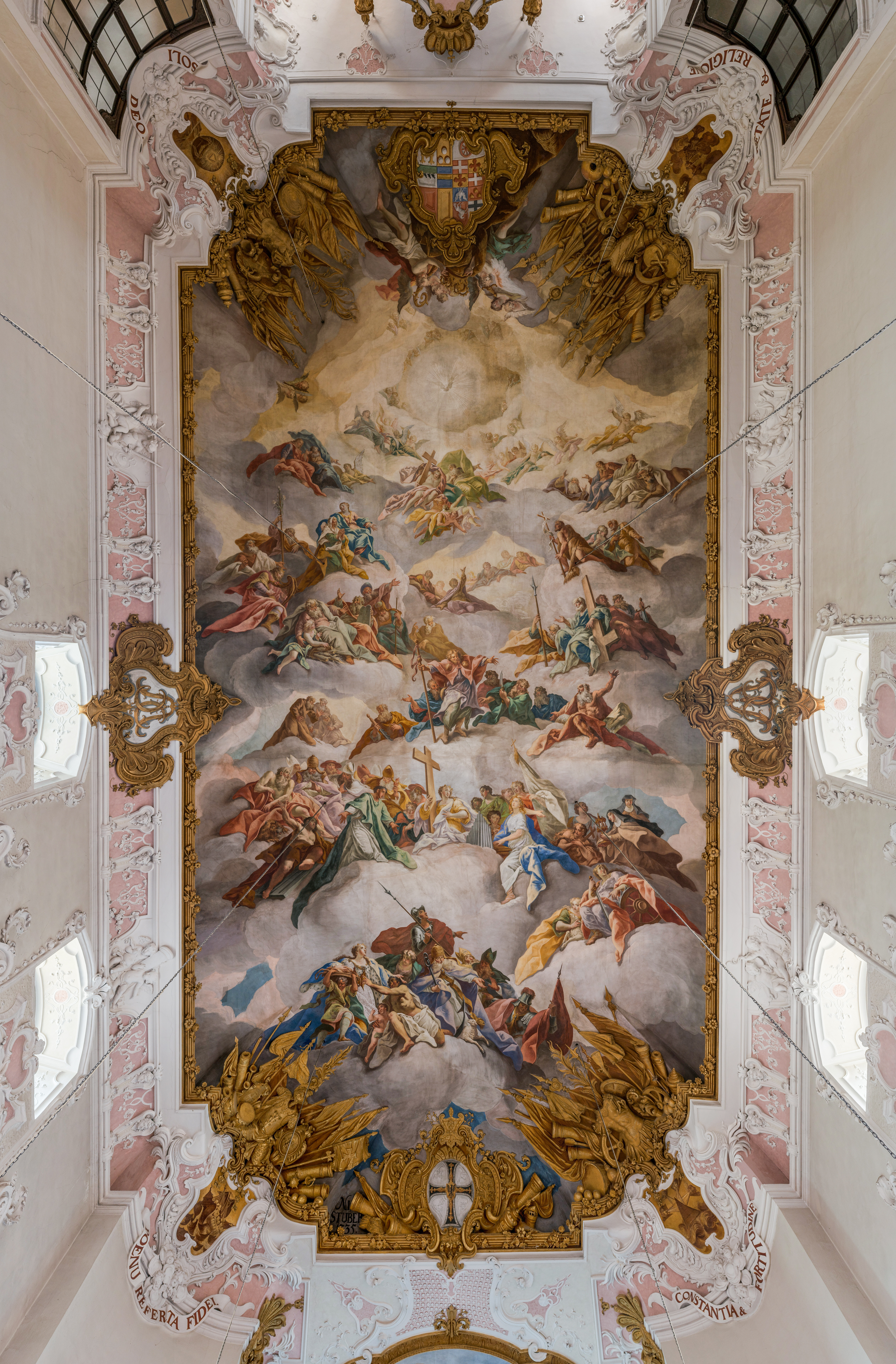
Plafond de la Schlosskirche à Bad Mergentheim.